# مور (مجارستان)
مور (به مجاری: Mór) در فِیِر در کشور مجارستان واقع شده‌است. جمعیت این شهر ۱۴٫۵۶۹ نفر است.